# Alejandro Polanco Mata
Alejandro Polanco Mata (Madrid, 28 de noviembre de 1959) es un diplomático español. Fue embajador de España en Bulgaria (2019-2024).

## Carrera diplomática
Tras licenciarse en Derecho, ingresó en la carrera Diplomática (1987).
Ha estado destinado en las representaciones diplomáticas españolas en Austria, Eslovenia y Marruecos. Ha sido subdirector general de Personal del Ministerio de Asuntos Exteriores. 
Embajador de España en la República Islámica de Mauritania (30 de diciembre de 2004-6 de julio de 2009) y embajador de España en la República de Mali (22 de abril de 2005-30 de junio de 2006).
Posteriormente fue nombrado director general de Recursos Pesqueros y Acuicultura en el Ministerio de Medio Ambiente, y Medio Rural y Marino (julio de 2009), y secretario general y patrono de la Fundación Consejo España-Estados Unidos (2012-2013).
Embajador de España en la República Argelina Democrática y Popular (noviembre de 2013-mayo de 2017), y director general del Servicio Exterior (2017-2018).
Fue Embajador de España en la República de Bulgaria (2019-2024)